# Itea chinensis
Itea chinensis là một loài thực vật có hoa trong họ Iteaceae. Loài này được Hook. & Arn. miêu tả khoa học đầu tiên năm 1833.